# Dennis Meyer
Dennis Meyer (* 23. September 1977 in Berlin; † 2. August 2022) war ein deutscher Eishockeyspieler, der zwischen 2008 und 2019 beim EHC Freiburg unter Vertrag stand und ursprünglich aus der Nachwuchsabteilung des BSC Preussen stammt. Meyer, der seine Karriere als Angreifer begann, wurde beim EHC Freiburg vornehmlich in der Verteidigung eingesetzt.

## Karriere
Der gebürtige Berliner stammt ursprünglich aus der Jugend des BSC Preussen, wo er in der Saison 1995/96 auch sein erstes Spiel im Profibereich bestritt. Da er sich hier jedoch nicht durchsetzen konnte, wechselte er während der Saison 1997/98 in die damalige zweithöchste Spielklasse, die Eishockey-Bundesliga zum TSV Erding. Dort spielte er zwei Spielzeiten, bevor er zur Saison 1999/2000 zu den Berlin Capitals zurückkehrte. In den Jahren darauf folgten weitere Stationen bei verschiedenen Vereinen, die jedoch allesamt in der Eishockey-Oberliga waren. In der Saison 2007/08 spielte Meyer mit den Hannover Indians in den Play-offs gegen den EHC Freiburg und machte in einem dieser Spiele zwei Tore, wodurch die Freiburger Verantwortlichen auf ihn aufmerksam wurden und Meyer für die nächste Saison verpflichteten. Seitdem geht er für den EHC Freiburg aufs Eis, wobei er in der Saison 2011/12 inaktiv gewesen ist. Zwischenzeitlich war Dennis Meyer in der Saison 2009/10 sogar Kapitän des EHC Freiburg. Zwar spielt Dennis Meyer in Freiburg vorrangig als Verteidiger, wenn jedoch Not am Mann ist, wird der Allrounder auch als Stürmer aufgeboten.
Neben seiner Karriere als Eishockeyspieler hat Meyer eine Ausbildung zum Bankkaufmann absolviert und arbeitet auch hauptamtlich in diesem Beruf. Nach elf Jahren im Kader des EHC Freiburg und einer schweren Verletzung während der Saison 2018/19 entschied sich Meyer im April 2019, seine Karriere zu beenden.
2020 machte er sich selbstständig und gründete das Transportunternehmen DMLogistik GmbH, dessen Geschäftsführer er war. Am 2. August 2022 beging er Suizid. Meyer war geschieden und hinterließ zwei Kinder.

## Erfolge und Auszeichnungen
- 2015 Aufstieg in die DEL2 mit dem EHC Freiburg

## Karrierestatistik
(Legende zur Spielerstatistik: Sp oder GP = absolvierte Spiele; T oder G = erzielte Tore; V oder A = erzielte Assists; Pkt oder Pts = erzielte Scorerpunkte; SM oder PIM = erhaltene Strafminuten; +/− = Plus/Minus-Bilanz; PP = erzielte Überzahltore; SH = erzielte Unterzahltore; GW = erzielte Siegtore; 1 Play-downs/Relegation; Kursiv: Statistik nicht vollständig)